# Marta Arce Payno
Marta Arce Payno (nascida em 27 de julho de 1977) é uma judoca paralímpica espanhola, medalha de prata e bronze nos Jogos Paralímpicos de 2004, Pequim 2008 e Londres 2012.